# Klub Sportowy Jastrzębski Węgiel
Il Klub Sportowy Jastrzębski Węgiel è una società pallavolistica maschile polacca con sede a Jastrzębie-Zdrój: milita nel campionato di Polska Liga Siatkówki.

## Storia
La società fu fondata nel 1949 e partecipò per molti anni a campionati regionali. Nel 1962 la squadra di pallavolo venne accorpata alla nuova polisportiva della città di Jastrzębie-Zdrój, la GKS Jastrzębia. Nel 1980 conquistò la promozione al secondo livello della pallavolo polacca, vi rimase nove anni e fu promossa infine nel massimo campionato.
Il primo anno in massima serie si concluse con il quarto posto finale; nel frattempo la società visse una rivoluzione amministrativa: sciolta la polisportiva, le varie squadre che ne facevano parte si ricostituirono autonomamente. Nel 1991 la squadra conquistò il terzo posto finale per poi retrocedere, l'anno successivo, in seconda categoria.
Dopo 4 anni in questa divisione lo Jastrzębski riconquistò la massima serie, categoria nella quale milita ancora oggi. Il più grande successo fu la conquista del titolo nazionale del 2004; miglior risultato a livello europeo fu la medaglia d'argento alla Challenge Cup del 2009 e a livello mondiale fu la medaglia d'argento alla Coppa del Mondo per club di pallavolo maschile del 2011. Dal 2004 la squadra è di proprietà dalla Jastrzębska Spółka Węglowa SA, società di gestione delle miniere di carbone della zona meridionale della Polonia.
Nel 2009 decise di abbandonare i colori storici, il giallo ed il verde, per adottare una nuova divisa bianco-arancione. Nella stagione 2009-10 conquista per la prima volta la Coppa di Polonia. Nell'annata 2020-21 vince per la seconda volta il campionato, mentre nella stagione successiva ottiene il primo successo in Supercoppa. Nell'annata 2022-23 bissa il successo in Supercoppa e conquista il terzo titolo nazionale, titolo conquistato anche nella stagione 2023-24. Tra le altre cose, nella stagione 2023-24 arriva in finale di CEV champions league, perdendo contro Trentino.

## Rosa 2021-2022
| N° | Nome                   | Ruolo | Data di nascita  | Nazionalità sportiva |
| -- | ---------------------- | ----- | ---------------- | -------------------- |
| 1  | Dawid Dryja            | C     | 21 luglio 1992   | Polonia              |
| 2  | Jan Hadrava            | O     | 3 giugno 1991    | Rep. Ceca            |
| 3  | Jakub Popiwczak        | L     | 17 aprile 1996   | Polonia              |
| 4  | Kamil Strzymszok       | P     | 21 gennaio 2004  | Polonia              |
| 6  | Benjamin Toniutti      | P     | 30 ottobre 1989  | Francia              |
| 7  | Árpád Baróti           | O     | 23 ottobre 1991  | Ungheria             |
| 8  | Stéphen Boyer          | O     | 10 aprile 1996   | Francia              |
| 9  | Łukasz Wiśniewski      | C     | 3 febbraio 1989  | Polonia              |
| 11 | Dominik Czerny         | S     | 4 aprile 2003    | Polonia              |
| 13 | Jurij Hladyr           | C     | 8 luglio 1984    | Ucraina              |
| 14 | Eemi Tervaportti       | P     | 26 luglio 1989   | Finlandia            |
| 16 | Bartosz Cedzyński      | C     | 20 dicembre 1990 | Polonia              |
| 17 | Trévor Clévenot        | S     | 28 giugno 1994   | Francia              |
| 18 | Maksymilian Granieczny | L     | 7 luglio 2005    | Polonia              |
| 20 | Wojciech Szwed         | S     | 7 marzo 2000     | Polonia              |
| 21 | Tomasz Fornal          | S     | 31 agosto 1997   | Polonia              |
| 23 | Dominnik Rakowski      | O     | 1º novembre 2004 | Polonia              |
| 24 | Szymon Biniek          | L     | 30 luglio 1995   | Polonia              |
| 26 | Rafał Szymura          | S     | 29 agosto 1995   | Polonia              |
| 32 | Jakub Styrnol          | C     | 26 maggio 2003   | Polonia              |
| 95 | Jakub Macyra           | C     | 22 luglio 1995   | Polonia              |

## Palmarès
- Campionato polacco: 4

2003-04, 2020-21, 2022-23, 2023-24
- Coppa di Polonia: 1

2009-10
- Supercoppa polacca: 2

2021, 2022